# ميركو سيرانو
ميركو سيرانو (بالإسبانية: Mirko Serrano)‏ (28 مايو 1991 بتشيلي - ) هو مدرب كرة قدم ولاعب كرة قدم تشيلي في مركز الوسط. لعب مع ديبورتيس ميليبيلا ولوتا شفاغر ‏ وديبورتيس ماجالانز ونادي كوبريسال ويونيون لا كاليرا.

## وصلات خارجية
- ميركو سيرانو على موقع قاعدة بيانات كرة القدم.إي يو (الإنجليزية)
- ميركو سيرانو على موقع Soccerway.com (الإنجليزية)